# Рангатира (остров)
Рангатира (англ. South East Island; маори Rangatira; рус. Остров Юго-Восточный) — остров в составе архипелага Чатем (Новая Зеландия).

## География
Остров Рангатира расположен в двух километрах к юго-востоку от острова Питт — второго по величине острова архипелага. Он имеет неправильную форму, максимально вытянут с севера на юг на 2,5 км, с запада на восток (в центральной части) на 1,3 км, его площадь составляет 2,18 км², наивысшая точка — 224 метра над уровнем моря, постоянного населения нет. Северный и восточный берега относительно пологие, а южный и западный — обрывисты и скалисты.

## История
Согласно устным сказаниям, мориори никогда не жили на Рангатира, но приплывали туда, чтобы охотиться на серых буревестников. Доказательств этому — ни дендроглифов, ни петроглифов — не обнаружено.

Европейцы — в основном, моряки, ушедшие на покой, — постоянно поселились на острове в 1840 году. Они выращивали картофель и разводили свиней, чтобы продавать их заходящим к их берегам китобоям. В 1841 году на остров были завезены 50 овец породы меринос и несколько козлов. В 1848 году остров опять обезлюдел, оставшиеся домашние животные одичали. В 1880 году европейцы снова стали жить на острове, разводя скот. Между 1915 и 1954 годом на острове жители содержали 600—1200 голов скота. В 1953 году остров выкуплен государством и объявлен резерватом, и с 1961 года он, как и раньше, необитаем.

## Фауна
Доступ на остров ограничен и контролируется Департаментом сохранения окружающей среды. Остров признан организацией BirdLife International так называемой «ключевой орнитологической территорией». На Саут-Ист обитают редкие птицы видов чатемская петроика, чатемский буревестник (ок. 1000 пар), чатемский бекас и береговая ржанка. Крупные колонии ширококлювой китовой птички (ок. 330 000 пар) и белолицей качурки (ок. 840 000 пар), в меньших количествах обитают птицы новозеландский туи, маорийская петроика, краснолобый прыгающий попугай, несколько видов куликов-сорок, чаек, поморников и крачек.

Здесь живут редкие насекомые: палочник Argosarchus horridus, паук Dolomedes schauinslandi (один из крупнейших и редчайших пауков Новой Зеландии; кроме Саут-Ист обнаружен ещё только на двух островах архипелага Чатем), жуки Hadramphus spinipennis и Xylotoles costatus.

Большое разнообразие сцинков.